# Château de Sept-Saulx
Le château de Sept-Saulx est un château français Art Déco du XXe siècle situé dans la commune de Sept-Saulx dans le département de la Marne, en région Grand Est.

## Histoire

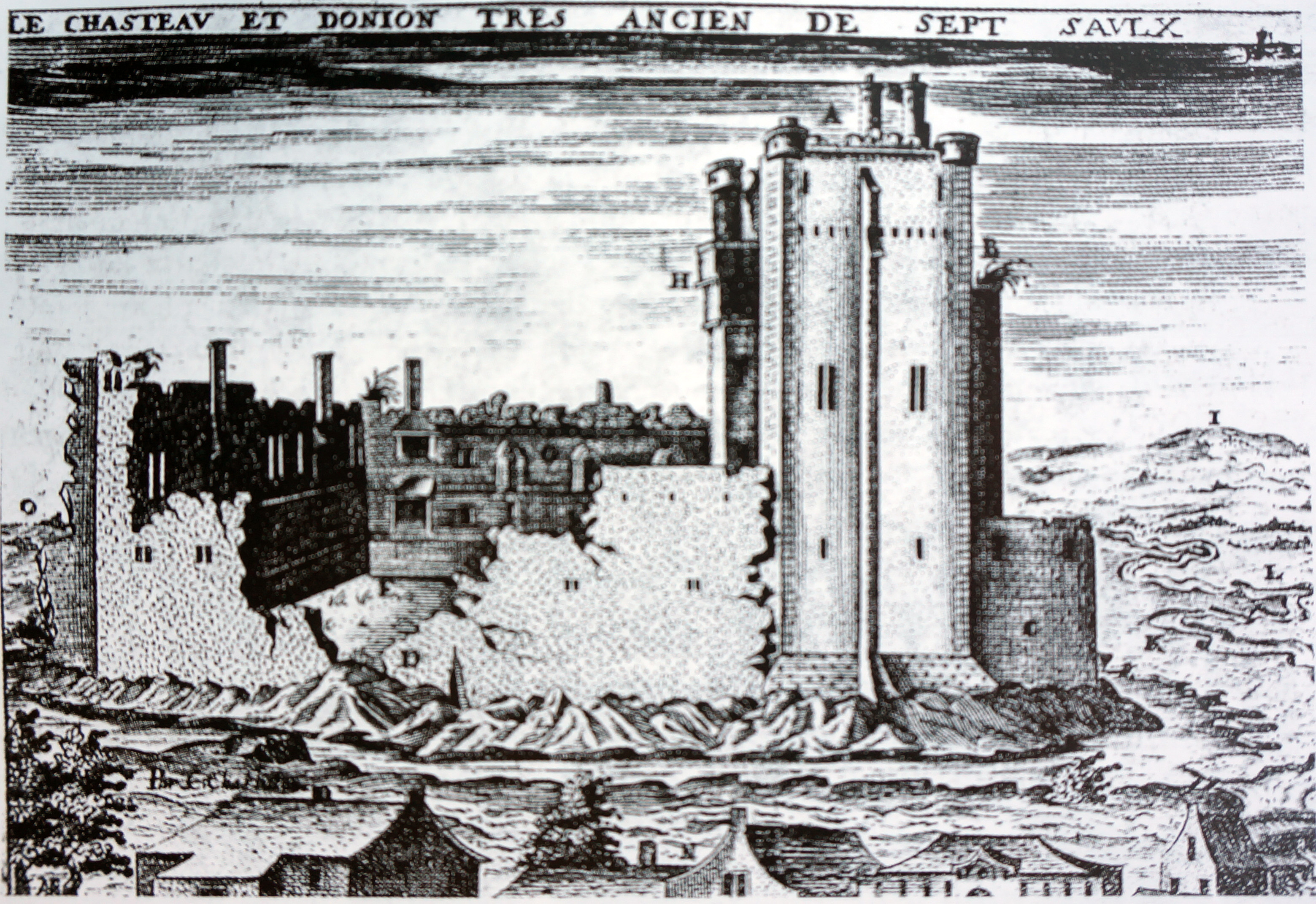
Ancien château de Sept-Saulx

Un important château-fort a été construit en 1175 par l’archevêque Henri de France pour défendre le diocèse par le sud. Il est déjà en ruines comme il est présenté sur la gravure ci-dessus et disparaît au début du XVIIIe siècle.
Un nouveau château est construit entre 1928 et 1930 par l'architecte Louis Süe pour Édouard Mignot, créateur des magasins d'alimentation Comptoirs français. À l'intérieur, la salle à manger est la pièce la plus intéressante pour son décor ; c'est également la seule pièce voûtée. Le salon est de style néo-dix-huitième. Le parc a été conçu en même temps que le bâtiment par le paysagiste Jean-Claude Nicolas Forestier et conçu dans le même classicisme épuré que le château. L'ensemble du château et le parc bénéficient d'une inscription au titre des monuments historiques en 2000.

## Source
- Jean-Marie Pérouse de Montclos (dir.), Le Guide du patrimoine. Champagne-Ardenne, Paris, Hachette, 1995, p. 334  (ISBN 2-01-0209877).